# Fome de Quê?
Fome de quê? é um curta-metragem brasileiro de ficção, produzido em 2008, em 35MM, dirigido por Luiz Alberto Cassol.

## Sinopse
A sociedade acredita que eles nasceram nas ruas. Zé é um deles. Ninguém sabe de sua vida. Todos vão e vêm e ninguém o vê. Ele tem passado. Têm fome. Fome de quê? Adaptação do conto Cheiro de Terra de Eluza Rafo.

## Elenco
Joel Cambraia, Igor Oliveira Machado, Terezinha Doroty Brizola Cassol

## Exibição em Festivais e Mostras
| Ano  | Festivais                                                 | País      | Ref           |
| ---- | --------------------------------------------------------- | --------- | ------------- |
| 2016 | Mostra Sexta Curta                                        | Brasil    | [ 3 ] [ 4 ]   |
| 2015 | Mostra Internacional de Cinema de São Gabriel             | Brasil    | [ 5 ]         |
| 2009 | Festival Internacional de Cortometrajes – Oberá em Cortos | Argentina | [ 6 ] [ 7 ]   |
| 2009 | Fest Cine Amazônia                                        | Brasil    | [ 8 ]         |
| 2008 | Mostra APTC do Cinema Gaúcho                              | Brasil    | [ 9 ]         |
| 2008 | 36º Festival de Cinema de Gramado.                        | Brasil    | [ 10 ] [ 11 ] |